# Beau Dommage (1994)
Pour le groupe, voir Beau Dommage.
 (avril 2017).
Si vous disposez d'ouvrages ou d'articles de référence ou si vous connaissez des sites web de qualité traitant du thème abordé ici, merci de compléter l'article en donnant les références utiles à sa vérifiabilité et en les liant à la section « Notes et références ».
Albums de Beau Dommage
Beau Dommage au forum
(1992) Rideau
(1995)
Beau Dommage (1994) est un album du groupe de musiciens et chanteurs folk rock québécois Beau Dommage. Sorti en 1994, il est le premier album original depuis 1977.

## Liste des titres
| 1.    | La Nouvelle Saison                                  | 4:22 |
| 2.    | Le Retour du flâneur                                | 4:35 |
| 3.    | Tout simplement jaloux...                           | 4:44 |
| 4.    | Quand Rose va chez son fils                         | 4:03 |
| 5.    | Échappé belle                                       | 4:23 |
| 6.    | Du milieu du pont Jacques-Cartier                   | 3:14 |
| 7.    | Rive-Sud                                            | 3:43 |
| 8.    | Grande Cheminée                                     | 4:55 |
| 9.    | J'aimais l'hiver                                    | 4:15 |
| 10.   | Sur la véranda                                      | 2:48 |
| 11.   | Marcher tout seul la nuit sur une route de campagne | 4:22 |
| 45:22 |                                                     |      |

Note
- Référence Audiogram : ADCD-10081 (CD), AD4-10081 (cassette)

## Crédits

### Membres du groupe
- Michel Rivard : chant, guitares
- Robert Léger : basse, guitare acoustique, guitare électrique, flûte, piano, synthétiseur, guitare bottleneck
- Pierre Bertrand : basse, guitare acoustique, Clavinet, chant
- Marie Michèle Desrosiers : piano, synthétiseur, chant
- Réal Desrosiers : batterie, percussions
- Michel Hinton : claviers, accordéon, chant

### Musiciens additionnels
- Rick Haworth : Pedal steel guitar, bouzouki, harmonica, bajo sexto, mandoline
- Mario Légaré : basse
- Paul Picard : percussions
- Yves Lambert : accordéon

### Équipes technique et production
- Production : Beau Dommage, Michel Bélanger, Rick Haworth
- Mastering (gravure) : Bill Kipper
- Mixage : Claude Champagne
- Arrangements :  Beau Dommage, Rick Haworth
- Arrangements vocaux : Pierre Bertrand
- Enregistrement : Claude Champagne, Simon Pressey
- Enregistrement (assistants) : Benoît Gauvin, Claude Rivest, Don Hachey, Isabelle Cliche, Paul Dobrowolskys, Philippe Hébert, Pierre Girard, Rachel Bélanger, Stéphane Morency
- Photographie : Rodolf Noël

## Certification
| Pays   | Association  | Certification | Ventes/Équivalence |
| ------ | ------------ | ------------- | ------------------ |
| Canada | Music Canada | 2x platine    | 200 000            |